# 콜리니력

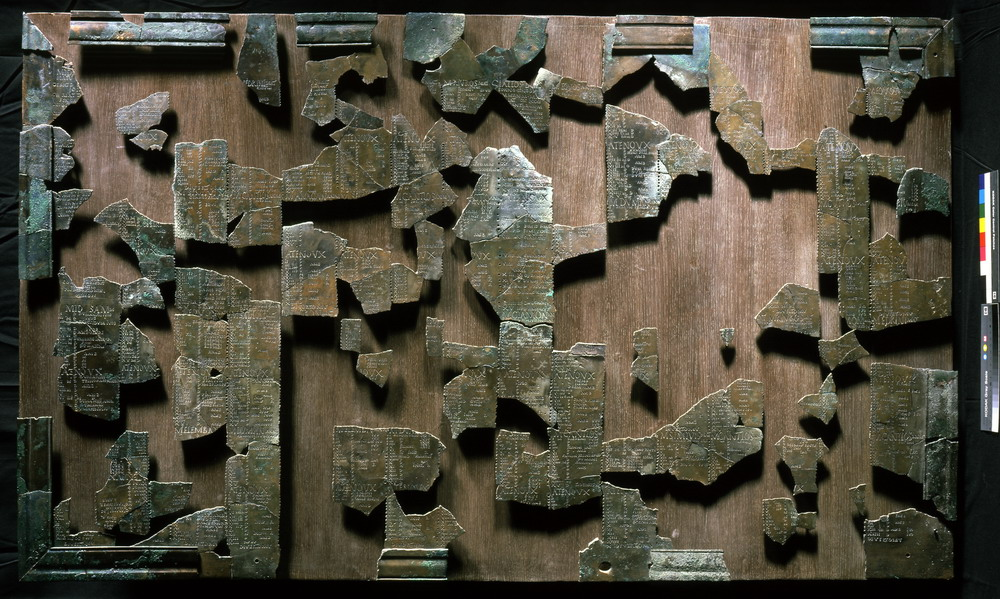

콜리니력(프랑스어: Calendrier de Coligny)은 2세기 켈트족의 달력으로, 1897년 프랑스 콜리니에서 발견되었다. 5년 62개월 주기의 태음태양력이었다. 문자는 라틴문자이고 언어는 갈리아어로 되어 있다. 고대 켈트력을 복원하기 위해 연구되고 있다.
1주일이 5일이었고, 1개월은 6주였다. 대월은 30일, 소월은 29일이다. 그런 달들이 12개월 모인 1년은 354일이다. 이런 1년이 5개 모여 평달 60개, 윤달 2개의 한 주기를 이루었다. 역법이 달의 위상과 동기화되기 위해서는 5년 주기가 1831일이어야 하는데, 평달 60개가 1770일이고 1831일과 61일 차이가 나기 때문에, 5년동안 윤달을 두 번 넣어도 하루가 남아서 달력이 실제 천행보다 매년 하루씩 앞서갔을 것이다. 로마인들의 기록에 따르면 켈트족의 역법은 30년 주기로 되어 있었다고 하므로, 오차가 30일 누적된 30년에 한 번 1개월을 통째로 빼서 문제를 해결했을 것이라 추측된다. 대 플리니우스에 따르면 켈트족은 달 위상변화의 6째 날을 매달 1일로 삼았다고 한다. 이 때 달의 위상은 상현달로, 육안관찰로 달의 위상을 확인하기 가장 쉬운 날이다.
콜리니력의 실물은 청동판에 내용을 새긴 형태로, 현재 리옹-푸르비에르 갈로로마 박물관에 소장되어 있다. 원래 가로세로 1.48 미터 × 0.9 미터 크기였으나 현재는 73개 조각만 남아 있다.:111 자형이나 함께 발굴된 유물들로 보아 2세기 말엽 물건으로 추정된다.:111

## 달력
| 개월   | 이름                          | 일수           | 어원 | 비고 |
| ------ | ----------------------------- | -------------- | --- | --- |
| 윤12월 | 퀴모니오스(Quimonios)         | 30일           | 의미 불명 | 5년 주기 중 첫 해에 넣는 윤달 |
| 평1월  | 사모니오스(Samonios)          | 30일           | 갈리아어로 Samo-는 여름을 의미.(p. 267) 여름달. 하월(夏月).                                                                  | 그레고리력 5월. 켈트족의 여름은 5월 1일에 시작했다. 하월 17일부터 3일 밤낮동안 여름 축제를 했다고 콜리니력 유물에 새겨져 있다.                               |
| 평2월  | 두만니오스(Dumannios)         | 29일           | 자비에르 들라마레는 라틴어 fūmus로부터 재구하여 "훈증(fumigations)의 달"을 제안.(p. 154) 훈월(燻月).                         | 그레고리력 6월. |
| 평3월  | 리우로스(Riuros)              | 30일           | 들라마레는 고게일어 remor→두터운, 뚱뚱한 및 웨일스어 rhef→두터운, 거대한로부터 재구하여 "뚱뚱한(fat) 달"을 제안. 비월(肥月). | 그레고리력 7월. |
| 평4월  | 아나간티오(Anagantio)         | 29일           | 들라마레는 "목욕제계/세정식(ritual ablutions)의 달"을 제안. 세월(洗月).                                                      | 그레고리력 8월. 켈트족의 가을은 8월 1일에 시작했다. |
| 평5월  | 오그론니오스(Ogronnios)       | 30일           | 들라마레는 "차가운(cold) 달"을 제안. 냉월(冷月)                                                                              | 그레고리력 9월. |
| 평6월  | 쿠티오스(Cutios)              | 30일           | 들라마레는 "주문기도(invocations)의 달"을 제안. 주월(呪月).                                                                  | 그레고리력 10월. |
| 윤6월  | 손노킹고스(Sonnocingos)       | 30일           | "태양의 행진"?(p. 278) | 5년 주기 중 셋째 해에 넣는 윤달 |
| 평7월  | 기아모니오스(Giamonios)       | 29일           | 갈리아어로 giamos는 겨울을 의미.(p. 179) 동월(冬月).                                                                         | 그레고리력 11월. 켈트족의 겨울은 11월 1일에 시작했다. 고게일어에서도 11월을 Gam이라 했기에(『코르막의 집주서』), 이 달의 어원적 재구는 상당히 신빙성이 있다. |
| 평8월  | 시미비손니오스(Simivisonnios) | 30일           | Simi는 "절반"을 의미할 것으로 추측되므로, "태양이 절반 왔다"는 뜻이 된다.(p. 274)                                            | 그레고리력 12월. |
| 평9월  | 에쿠오스(Equos)               | 29일 또는 30일 | 말(horse) 또는 가축의 달.(p. 165) 마월(馬月).                                                                                | 그레고리격 1월. |
| 평10월 | 엘렘비비오스(Elembivios)      | 29일           | 켈트어 "사슴" 및 아티케어 Έλαφηβολιών로부터 재구하여, "사슴사냥(deer-hunting)의 달".(pp. 161-162) 녹월(鹿月).                | 그레고리력 2월. 켈트족의 봄은 2월 1일에 시작했다. |
| 평11월 | 에드리니오스(Edrinios)        | 30일           | 고게일어 aed→불, 열에서 재구,(p. 34) "뜨거운 달". 열월(熱月).                                                                | 그레고리력 3월 |
| 평12월 | 칸티오스(Cantlos)             | 29일           | 들라마레는 "성가(chanting)의 달"을 제안. 가월(歌月).                                                                         | 그레고리력 4월. |

달력 유물이 매우 파편적으로 남아 있음에도 불구하고, 12개 평달은 5번 반복되기 때문에 그 명칭은 상당히 확정적으로 복원되는 편이다. 2개의 윤달은 5년간 각기 한 번씩 들어가는데, 첫 번째 윤달은 5년 주기의 첫 해에 평12월과 평1월의 사이에 들어가며 29일이다. 두 번째 윤달은 5년 주기의 셋째 해에 평6월과 평7월 사이에 들어가며 30일이다. 적게 등장하는 만큼 윤달의 명칭 복원은 확실성이 좀더 떨어진다. 예컨대 첫 번째 윤달인 "퀴모니오스"는 첫 번째 조각에 "QVIMON" 밖에 남아있지 않아서 뒤의 절반(-ios)은 추측해서 붙인 것이다.